# Berthe Morisot

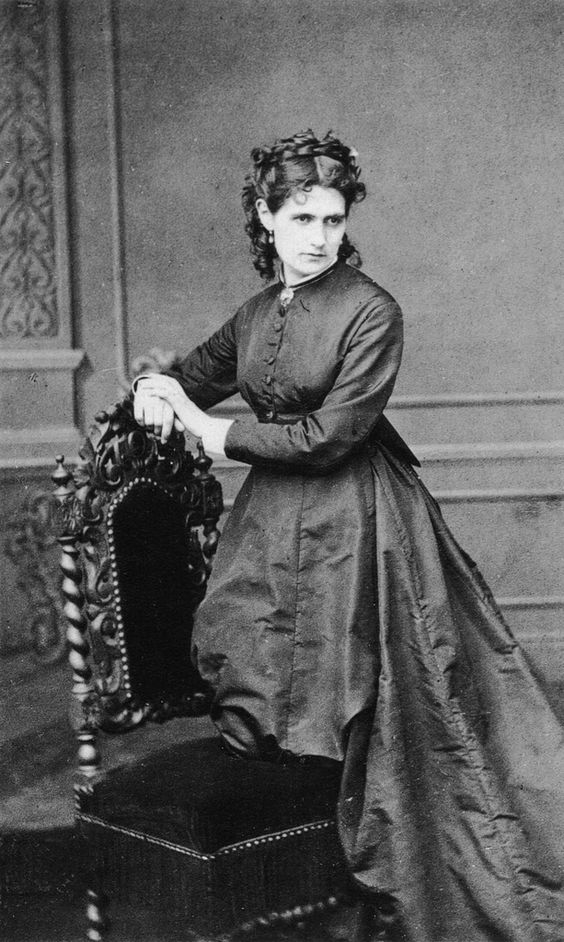
Berthe Morisot, um 1872

Berthe Marie Pauline Morisot (* 14. Januar 1841 in Bourges; † 2. März 1895 in Paris), auch Berthe Manet, war eine französische Malerin des Impressionismus. Sie gilt neben Mary Cassatt (1844–1926), Eva Gonzalès (1847–1883) und Marie Bracquemond (1840–1916) als eine der vier bedeutendsten Impressionistinnen des neunzehnten Jahrhunderts.
Sie entstammte einer wohlhabenden französischen Familie und erhielt Privatunterricht im Malen und Zeichnen. In den 1860er Jahren war sie eine Schülerin von Camille Corot. Sie lehnte allerdings den konventionellen Stil ihres Lehrers ab und entschied sich für die impressionistische Art der Malerei. Eine enge Freundschaft verband sie mit dem Maler Édouard Manet, der sie zwischen 1868 und 1874 wiederholt porträtierte. Bei aller Annäherung an Manet bewahrte sie jedoch einen selbständigen Stil, häufig geprägt von lichthaltigen Farben und einer starken Betonung graphischer Mittel. Berthe Morisot war die erste Frau in der Gruppe der Impressionisten. 1874 nahm sie mit neun Werken an der ersten Impressionistenausstellung teil und war bis 1886, mit Ausnahme von 1879, an allen Ausstellungen dieser Gruppe vertreten.
Im Dezember 1874 heiratete sie Eugène Manet, den Bruder Édouard Manets. 1878 wurde ihre Tochter Julie Manet geboren.
Berthe Morisot malte bevorzugt Familienszenen, Frauen- und Kinderporträts, Interieurs und Landschaften, unter denen sich häufig Küstenbilder befinden. Berthe Morisot gilt zusammen mit der amerikanischen Künstlerin Mary Cassatt als die bedeutendste Malerin des späten 19. Jahrhunderts.

## Leben und Werk

### Familienhintergrund

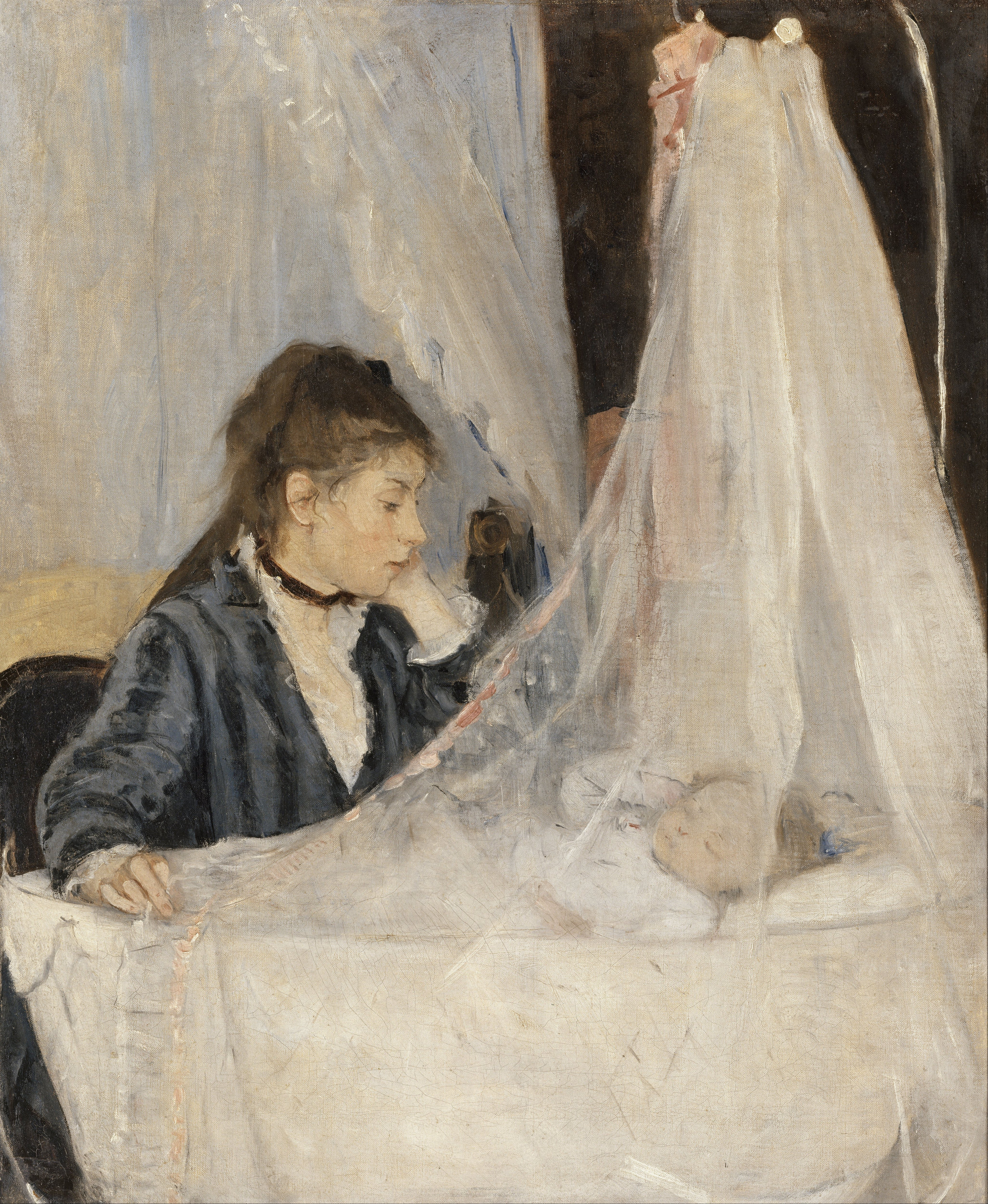
Die Wiege von Berthe Morisot, 1873, Musée d’Orsay, Paris

Berthe Morisot war die Tochter von Tiburce Morisot und Marie Cornélie Thomas. Letztere entstammte einer Familie angesehener und hochrangiger französischer Verwaltungsbeamter. Tiburce Morisots Vorfahren dagegen waren Handwerker-Familien. Dank des Einflusses seines Schwiegervaters erhielt Tiburce Morisot, der die sechzehnjährige Marie Cornélie 1835 geheiratet hatte, im Jahre 1836 eine Stelle in der französischen Finanzverwaltung und bewährte sich dort so sehr, dass er bereits nach vier Jahren zum Präfekten des Verwaltungsbezirkes Cher aufstieg. 1846 wurde er für seine Leistungen zum Offizier der französischen Ehrenlegion befördert. Seine steile Karriere, in deren Verlauf er mit seiner Familie in Valenciennes, Bourges (Berthe Morisots Geburtsort), Limoges, Caen, Rennes und ab 1851 schließlich in Paris lebte, endete zunächst mit dem Beginn des zweiten französischen Kaiserreiches unter Napoléon III. Am 5. Juli 1852 wurde er aus dem Dienst entlassen und nur einer erneuten Intervention der Familie Thomas verdankte er es, dass er Jahre später die allerdings etwas weniger einflussreiche Aufgabe eines Conseiller référendaire à la Cour des Comptes (Rechtsberater des Rechnungshofes) erhielt. Die Familie ist somit der oberen französischen Mittelschicht zuzuzählen. Zusätzlich zum Einkommen aus der Berufstätigkeit von Tiburce Morisot verfügte sie dank des Erbes von Marie Cornélie Thomas über ein Privateinkommen. Die Familie war somit wohlhabend und Berthe Morisot war nie gezwungen, wie andere Frauen in der Kunst zum Bestreiten des Lebensunterhalts ihre Werke zu verkaufen bzw. die Kunst als Beruf auszuüben.
Aus der Ehe von Tiburce Morisot und Marie Cornélie Thomas gingen insgesamt vier Kinder hervor. Die am 14. Januar 1841 geborene Berthe Morisot war die dritte Tochter. Ihre Schwester Yves Morisot war 1838 zur Welt gekommen und Edma Morisot wurde 1839 geboren. Das Geburtsjahr ihres einzigen Bruders ist nicht genau bekannt. Er kam irgendwann zwischen 1845 und 1848 zur Welt.

### Kindheit und Jugend

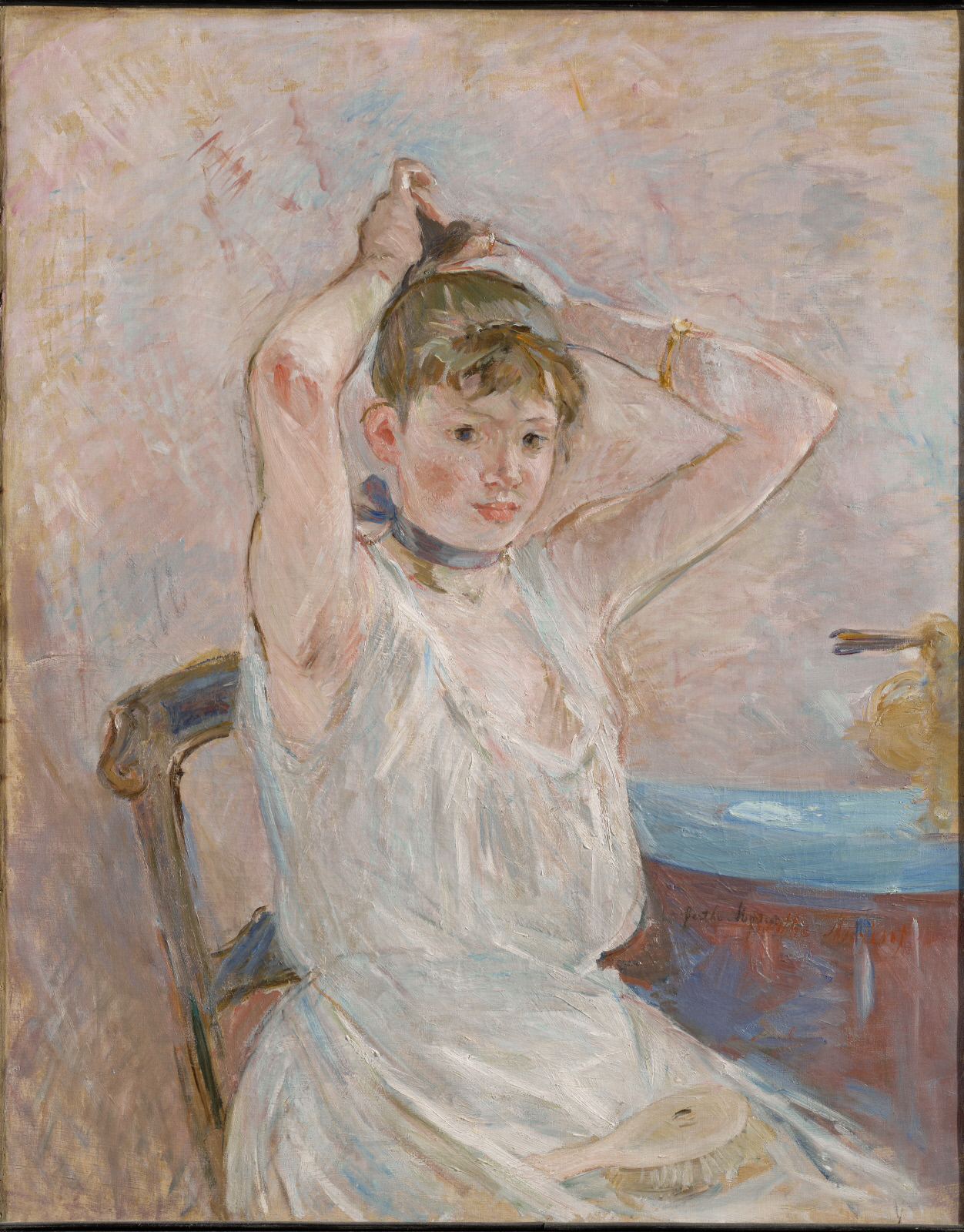
Das Bad von Berthe Morisot, 1885/1886, Sterling and Francine Clark Art Institute, Williamstown, Mass. USA

Über Berthe Morisots Kindheit ist nur wenig überliefert. Sie selbst erwähnt in ihren später geschriebenen Aufzeichnungen lediglich eine englische Gouvernante. Alle drei Schwestern erhielten Kunstunterricht. Neben Klavier-, Gesangs- und Konversationsstunden war dies damals ein Bestandteil der standesgemäßen Ausbildung für Töchter aus der französischen Mittelschicht, die in die Lage versetzt werden sollten, auf einer Abendgesellschaft den Gästen ein Klavierstück oder Lied vorzutragen beziehungsweise ihre Familie und Familienszenen passabel zu porträtieren. Kunstunterricht für junge Frauen konzentrierte sich auf Zeichnen und auf kleinformatige Arbeiten in Gouache und Aquarellfarben. Anders als bei der Ölmalerei war dafür kein aufwändiges Atelier notwendig, und der finanzielle Aufwand für Unterricht in Aquarellmalerei war mit jährlich höchstens fünfzig Francs deutlich niedriger. Der jährliche Unterhalt eines professionellen Malerateliers, in dem die großformatigen Gemälde entstanden, wie sie im Pariser Salon gezeigt wurden, belief sich dagegen auf zwei- bis dreitausend Francs. Für den Kunstunterricht, den bürgerliche und adelige Töchter erhielten, wurde üblicherweise ein Privatlehrer engagiert. Selbst so angesehene Maler wie Jean-Auguste-Dominique Ingres und Jacques-Louis David unterrichteten junge Frauen in Malerei. Professioneller Kunstunterricht, wie er in renommierten Kunstschulen angeboten wurde, stand Frauen damals dagegen nicht offen. Erst 1897 gab die École des Beaux-Arts als erste Kunstakademie Frankreichs der großen Nachfrage von Frauen für ein Kunststudium nach.
Von den Morisot-Töchtern entwickelten lediglich die zwei jüngeren – Berthe und Edma – ein intensiveres Interesse an Malerei. Ihr erster Zeichenlehrer war der akademische Genremaler Geoffrey-Alphonse Chocarne und zwischen 1857 und 1860 der Maler Joseph Guichard, der seine Schülerinnen mitunter dazu anhielt, die Meisterwerke im Louvre zu kopieren. Ab 1860 begann Camille Corot die beiden Schwestern zu unterrichten. An ihre Mutter schrieb der bereits bekannte Maler allerdings vor Aufnahme des Unterrichts eine Mahnung:
Bei Charakteren wie die Ihrer Töchter, wird mein Unterricht sie zu Malerinnen machen [und] nicht zu unbedeutenden, talentierten Amateurinnen. Ist Ihnen bewusst, was das bedeutet? In der Welt der „grande bourgeoisie“, in der Sie sich bewegen, ist dies eine Revolution, ich würde sogar sagen, eine Katastrophe! Sind Sie wirklich sicher, niemals eines Tages die Kunst zu verwünschen, die nach ihrem Eintritt in dieses so respektable, friedliche Haus der einzige Meister über das Schicksal Ihrer zwei Kinder sein wird?

### Frühe Beziehungen zur französischen Kunstszene
Bei den Abendgesellschaften, die Marie Cornélie Thomas jeden Dienstag in ihrem Haus gab, zählten Künstler regelmäßig zu den geladenen Gästen. Neben Camille Corot und dem in der Nachbarschaft der Morisot-Familie lebenden Komponisten Gioachino Rossini waren auch die Kunstmaler, mit denen die beiden Morisot-Schwestern Berthe und Edma Bekanntschaft geschlossen hatten, anwesend. Bereits während ihrer Studien vor den Meisterwerken im Louvre waren den Schwestern der Maler Félix Bracquemond, dessen Frau Marie Bracquemond heute ebenfalls zu den bedeutenden impressionistischen Malerinnen des 19. Jahrhunderts gezählt wird, vorgestellt worden. Félix Bracquemond wiederum stellte Edma und Berthe Morisot dem Maler Henri Fantin-Latour vor, und Camille Corot machte die Schwestern mit einer Reihe von Malern, die zur Schule von Barbizon zählten, bekannt. Ab 1863 übernahm Achille François Oudinot, der dieser Malschule angehörte, von Camille Corot für einige Zeit die Unterrichtung der beiden Morisot-Schwestern. In derselben Zeit schlossen die Schwestern Bekanntschaft mit Emile Auguste Carolus-Duran und dem während der frühen 1860er Jahren sehr erfolgreichen Porträtmaler Alfred Stevens. Im Winter 1863/64 studierte Berthe Morisot bei Aimé Millet auch Bildhauerei. Skulpturen von Berthe Morisot aus jener Zeit sind jedoch nicht erhalten geblieben.

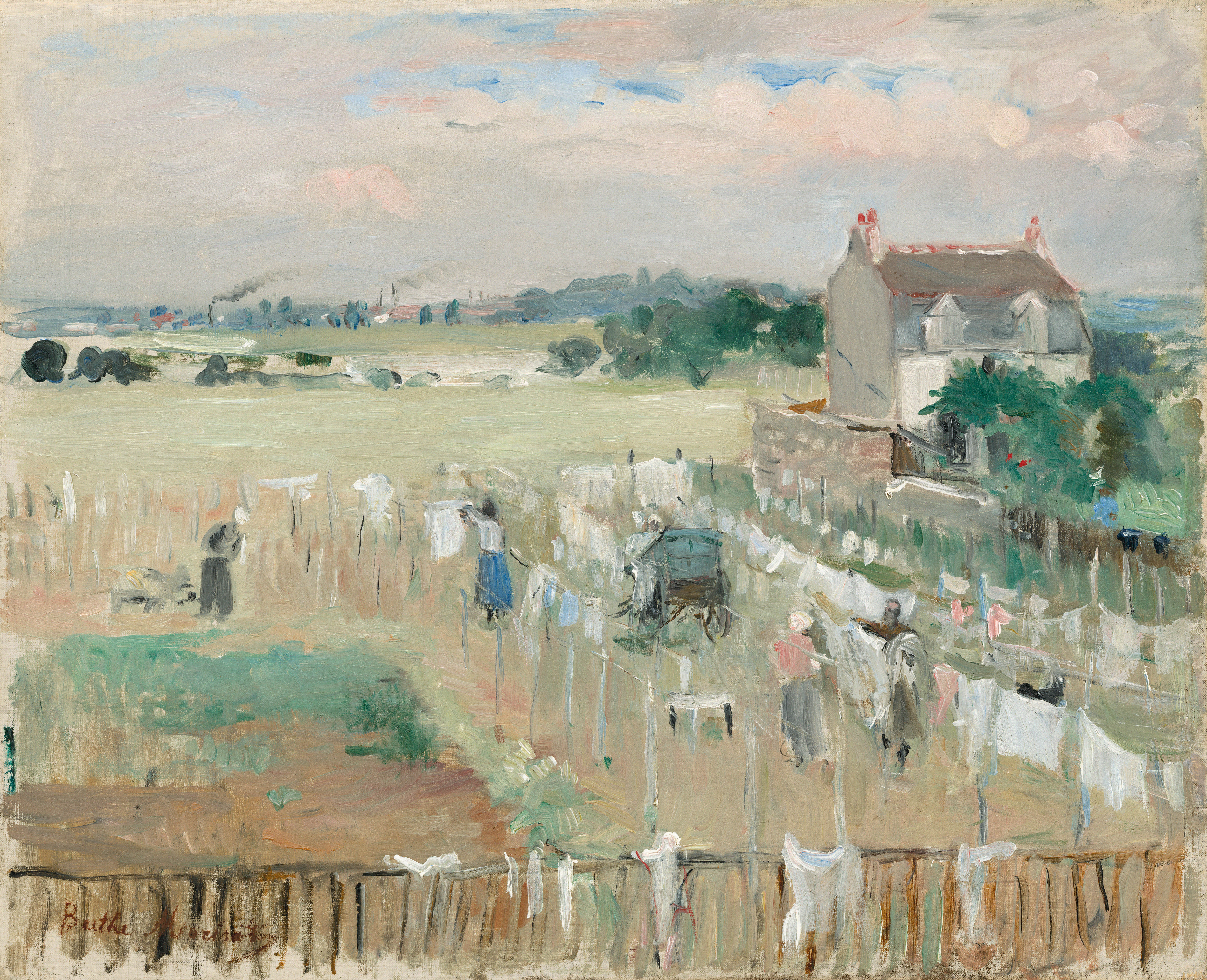
Étendre le linge dehors pour qu’il sèche von Berthe Morisot, 1875, National Gallery of Art, Washington, D. C.

Zu den für Berthe Morisots einflussreichsten Bekanntschaften in den 1860er Jahren zählte Adèle Colonna, eine Schweizerin, die in den römischen Hochadel eingeheiratet hatte, deren Mann aber bereits sechs Monate nach der Hochzeit verstarb. Die verwitwete, wohlhabende Adèle Colonna ließ sich in Paris nieder und durchbrach die gesellschaftlichen Konventionen ihrer Zeit, indem sie professionell als Bildhauerin zu arbeiten begann. 1863 war Marcello, wie sich Adèle Colonna nannte, unter anderem mit drei Skulpturen im Pariser Salon erfolgreich vertreten. Die Bekanntschaft mit Adèle Colonna, die 1864 begann, bezeichnete Berthe Morisot später als eine der wichtigsten in ihrem Leben. Anne Higonnet hebt in ihrer Biografie über Berthe Morisot 1995 vor allem hervor, dass die Rolle, welche Adèle Colonna in Beruf und Gesellschaft lebte, auf Morisot ausstrahlte. Anders als George Sand und Rosa Bonheur (diese beiden Frauen hatten in der Generation zuvor als Autorinnen und Künstlerinnen Anerkennung gefunden), die sich „symbolisch wie Männer“ verhielten, lehnte Adèle Colonna ein solches Verhalten ab. Obwohl Adèle Colonna mit der Bildhauerei ein Schaffensfeld gewählt hatte, das – noch stärker als die Schriftstellerei und die Malerei – als ein den Männern vorbehaltenes Betätigungsgebiet galt, legte sie großen Wert darauf, als Frau wahrgenommen und behandelt zu werden. Allein ihr Werk sollte mit dem von Männern verglichen werden.
1868 stellte Henri Fantin-Latour den beiden Schwestern Morisot Édouard Manet vor. Édouard Manet, dessen Gemälde bereits soviel Aufsehen erregt hatten, war den Schwestern bereits durch sein Schaffen bekannt. Er und seine zwei Brüder Eugène und Gustave gehörten zu ähnlichen gesellschaftlichen Kreisen der französischen Großbourgeoisie wie die Familie Morisot. Die älteren Generationen der Familie Manet hatten ebenfalls in hohen administrativen Funktionen dem französischen Staat gedient. Alle drei Brüder bezogen aus dem ererbten Vermögen der Familie ein Einkommen, das ihren Lebensunterhalt sicherte. Wie Marie Cornélie Thomas gab auch Eugénie-Désirée Fournier, die Mutter der Manet-Brüder, Abendgesellschaften, bei der die Familie Morisot nun regelmäßig zu Gast war. Berthe Morisot lernte auf einer dieser Soireen unter anderem den für ihre weitere künstlerische Entwicklung wichtigen Edgar Degas kennen.

### Erste Ausstellungen
Im Jahre 1864 stellten sowohl Edma als auch Berthe Morisot je zwei Bilder im Pariser Salon aus. Für Berthe Morisot war die Präsentation ihrer zwei Landschaftsgemälde der erste Schritt hin zu einer professionellen Malerin. Dass die beiden Schwestern kurz nach dieser Ausstellung ein großes Atelier auf dem Grundstück ihres Elternhauses errichten ließen, ist wohl kaum dem Zufall oder einer Laune zuzuschreiben. Der Pariser Salon galt zu diesem Zeitpunkt als die bedeutendste französische Kunstausstellung. Es lag im Ermessen einer konservativ zusammengesetzten Jury zu beurteilen, welche Bilder dort der Öffentlichkeit präsentiert werden sollten. Im Pariser Salon ausstellen zu können, in der Presse gute Besprechungen zu erhalten und gegebenenfalls sogar mit einer Auszeichnung bedacht zu werden, war für einen Maler ein sicherer Weg, auch finanziell Erfolg zu haben. Abgelehnte Bilder waren dagegen selten verkäuflich. Vom Maler Jongkind ist dann überliefert, dass er das Honorar für ein von der Jury zurückgewiesenes Gemälde dem Käufer rückerstatten musste.

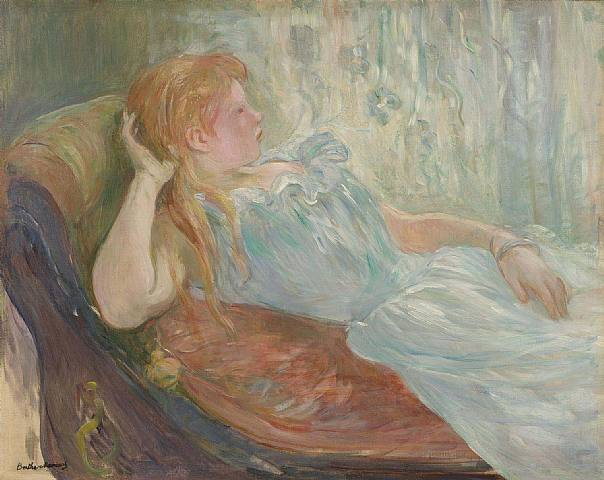
Liegendes Mädchen von Berthe Morisot, 1893, Gallery Richard Green, London

 Zur Annahme ihrer Bilder mag beigetragen haben, dass Berthe Morisot relativ kleine Formate malte, die sich gut hängen ließen. Die etablierten Maler der Kunstakademien Frankreichs dagegen reichten mitunter Gemälde ein, die drei mal sechs Meter maßen. Berthe Morisots Bilder stachen unter denen ihrer weiblichen Zeitgenossen durch die hohe Qualität ihrer Ausführung heraus und weder Farbwahl, Maltechnik noch die gewählten Sujets provozierten eine Ablehnung seitens der Jury. All dies galt nicht für die Gemälde, die ihre später gleichfalls zu den Impressionisten zählenden Zeitgenossen einreichten. Künstler wie Monet, Manet, Renoir, Bazille oder Sisley hatten mit ihrer von den konservativen Akademien abweichenden Kunstauffassung geringe Chancen, auf dem offiziellen Pariser Salon ausgestellt zu werden. Sie hatten deswegen bereits 1863 ihre Bilder im Aufsehen erregenden Salon des Refusés (Kunstausstellung der Abgelehnten) gezeigt. Édouard Manets Werk Frühstück im Grünen hatte dort ebenso wie James McNeill Whistlers Bild Mädchen in Weiß mit ihren damals ungewöhnlichen Sujets und ihrer modernen Malweise für einen Skandal gesorgt.
Obwohl die Jury die Bilder von Edma und Berthe Morisot so hängte, dass selbst ihre Mutter Probleme hatte, sie unter der Vielzahl der übrigen Gemälde zu finden, akzeptierte die Jury auch in den folgenden Jahren die meisten von Berthe Morisot eingereichten Bilder. In den Jahren 1865, 1866 und 1870 war sie jeweils mit zwei und in den Jahren 1868, 1872 und 1873 mit jeweils einem ihrer Werke auf dem Pariser Salon vertreten. Sicher belegt ist aber auch, dass die Jury 1872 eines und 1874 sogar mehrere der von ihr eingereichten Bilder ablehnte. Abgesehen von den Ausstellungen im Pariser Salon reichten sowohl Berthe Morisot als auch ihre Schwester Edma Gemälde auf Kunstausstellungen in der französischen Provinz ein. 1867 präsentierte Alfred Cadart, einer der ersten Galeristen des 19. Jahrhunderts, im Schaufenster seiner Galerie eine Auswahl von Gemälden der beiden Schwestern.
1886 änderte Morisot ihren Malstil, 1892 wurde ihre erste Einzelausstellung in der Galerie Boussod et Valadon mit großem Erfolg gezeigt.

### Heirat von Edma Morisot
Am 8. März 1869 heiratete die mittlerweile dreißigjährige Edma Morisot den französischen Marineoffizier Adolphe Pontillon und zog in die Bretagne, wo ihr Gatte stationiert war. Edma Morisot gab mit der Heirat ihre künstlerischen Ambitionen auf. Es sind zahlreiche Gemälde von ihr erhalten geblieben, die aber fast ausschließlich im Privatbesitz zu finden sind, und ein Porträt von ihrer Schwester Berthe beim Malen. Nach Einschätzung der Kunsthistorikerin Anne Higonnet zeigen diese zwei Gemälde aber, dass sich Edma Morisot auf demselben hohen künstlerischen Niveau wie ihre Schwester befand.
Auch für Berthe Morisot endete mit der Heirat ihrer Schwester Edma ein wesentlicher Lebensabschnitt. Edma hatte ihre künstlerischen Ambitionen geteilt; gemeinsam hatten sie Malexkursionen unternommen oder hatten den Louvre aufgesucht, um dort die alten Meister zu kopieren. Als Tochter einer gutbürgerlichen Familie war es Berthe Morisot nicht möglich, all dies nun alleine zu tun. Die gesellschaftlichen Konventionen ihrer Zeit verlangten von ihr als unverheiratete und noch junge Frau, dass sie sich in der Öffentlichkeit stets in Begleitung zeigte. Die Trennung von der Schwester bedeutete daher einen erheblichen Einschnitt in ihre persönliche Freiheit. Zudem war sie zunehmend dem Druck seitens ihrer Familie ausgesetzt, sich ebenfalls zu verheiraten. Sie hinterfragte zunehmend ihre Entscheidung für eine künstlerische Karriere. An ihre Schwester Edma schrieb sie im Herbst 1869:
Ich bin traurig und schlimmer noch, alle verlassen mich. Ich fühle mich einsam, desillusioniert und alt obendrein.

### Beziehung zu Édouard Manet

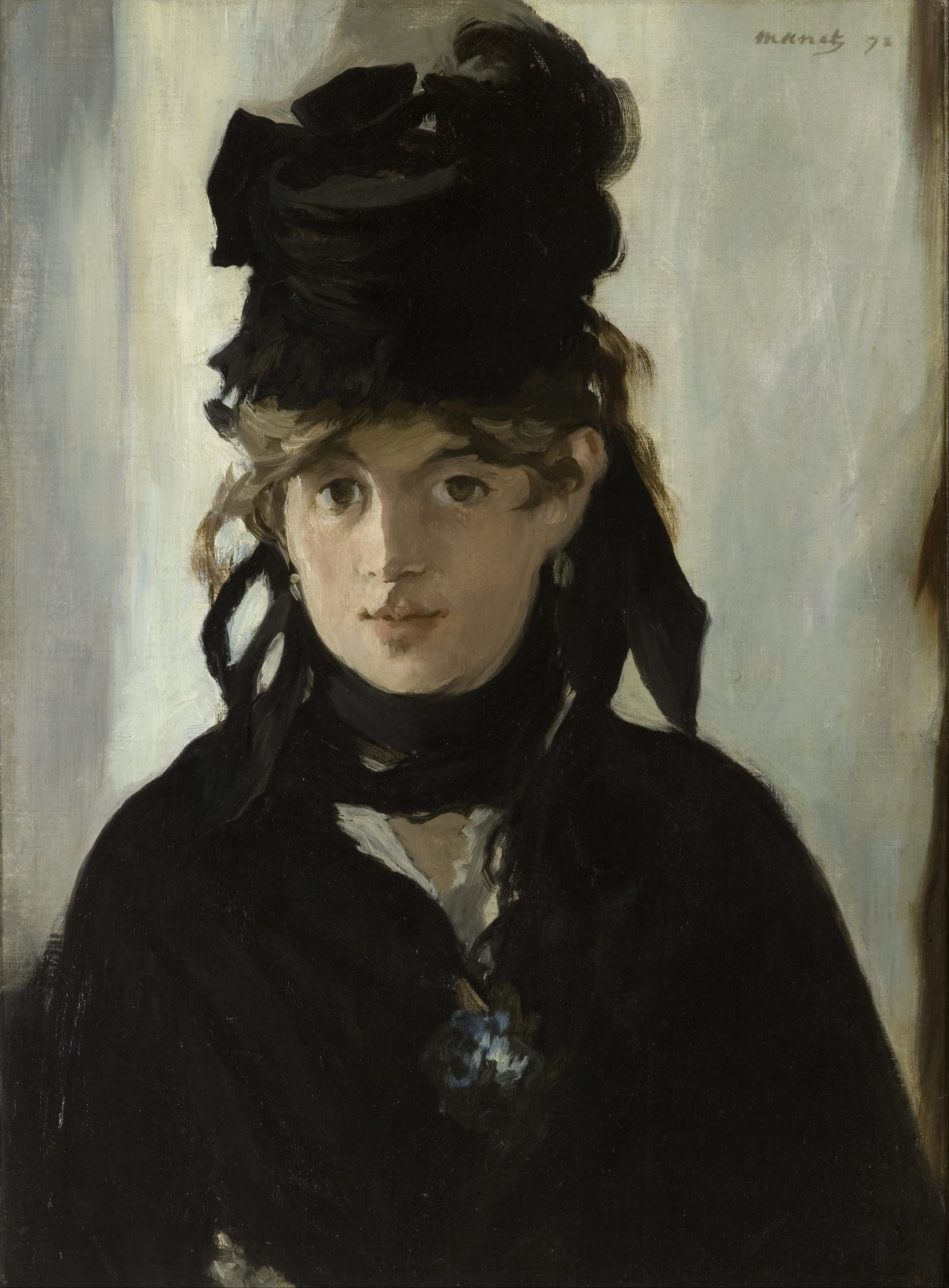
Berthe Morisot mit Veilchenstrauß, 1872, gemalt von Édouard Manet

Berthe Morisot schloss nach der Heirat ihrer Schwester enge Freundschaft mit Édouard Manet. Die Beziehung zu dem mit Suzanne Leenhoff verheirateten Künstler war mit hoher Wahrscheinlichkeit rein platonischer Natur. Die beiden begegneten sich für gewöhnlich nur in Situationen, in denen auch noch weitere Personen anwesend waren. Anders als die meisten ihrer Zeitgenossen war Berthe Morisot sehr früh davon überzeugt, dass Édouard Manet den Kreis der zeitgenössischen Maler überragte. Es lässt sich allerdings schwer abschätzen, welchen Einfluss diese Erkenntnis auf ihr eigenes Schaffen hatte. Auffallend ist jedoch, dass sie in den ersten Jahren ihrer Freundschaft zu Édouard Manet weniger malte als in den Jahren davor.
Schon zu Beginn ihrer Bekanntschaft bat Édouard Manet Berthe Morisot, ihm Modell zu sitzen. Diese Bitte war ungewöhnlich, denn Töchter respektabler Familien ließen sich zwar von Kunstmalern porträtieren, dienten dabei aber nicht als eigentliches Modell und Sujet eines Künstlers. Für gewöhnlich gehörten weibliche Modelle zu jener Zeit der Unterschicht an und standen nicht selten ihrem Auftraggeber auch sexuell zur Verfügung. Allerdings wurde es während der letzten drei Jahrzehnte des 19. Jahrhunderts zunehmend üblicher, dass Künstler ihre Freunde, Verwandten und Bekannten als Motiv ihrer Werke wählten. Um den gebotenen Anstand zu wahren, wurde Berthe Morisot meist von ihrer Mutter Marie Cornélie Thomas ins Atelier von Édouard Manet begleitet. Insgesamt hat der Künstler Berthe Morisot auf elf Ölgemälden und einem Aquarell dargestellt. Diese Gemälde waren nicht für den Kunsthandel bestimmt – sieben davon blieben bis zum Tod Manets sein Eigentum. Die restlichen Werke, nämlich vier Ölgemälde sowie das Aquarell, gelangten in den Besitz von engen Freunden oder ausgewiesenen Kunstkennern, die Manet nahestanden.

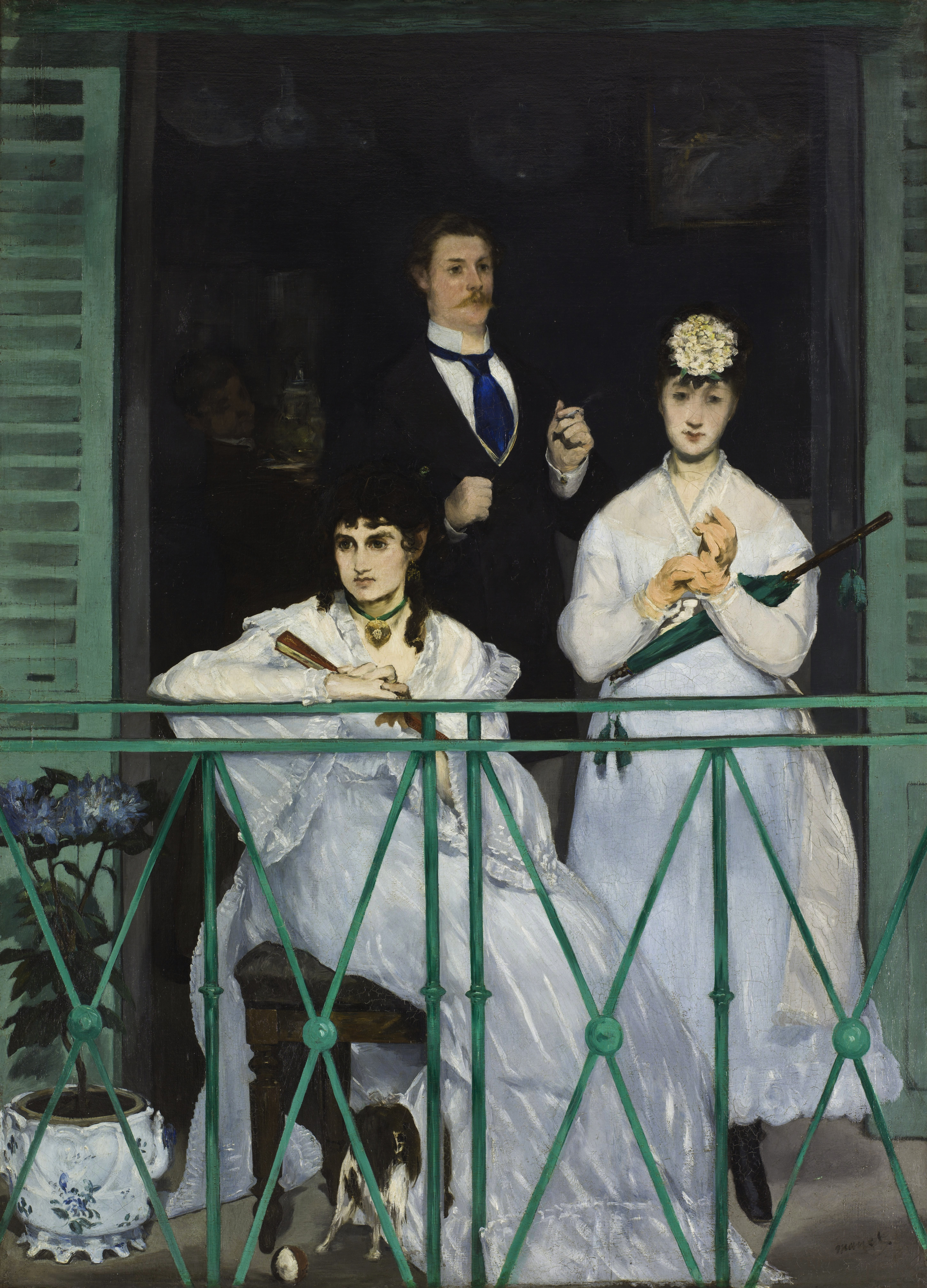
Der Balkon von Édouard Manet (Berthe Morisot ist links abgebildet)

Das erste Gemälde Édouard Manets, das Berthe Morisot zeigt, ist Der Balkon, ein von Goyas Maja auf dem Balkon inspiriertes Gruppenbild. Berthe Morisot ist darauf gemeinsam mit Manets Bekannten Antoine Guillemet sowie der Violinistin Fanny Claus zu sehen. Es wurde 1869 im Pariser Salon ausgestellt und traf dort auf unterschiedliche Reaktionen. Sämtliche späteren Porträts, auf denen Berthe Morisot von Édouard Manet abgebildet wird, sind deutlich intimer. Das Folgebild mit dem Titel Die ruhende Berthe Morisot zeigt eine gedankenverlorene, weiß gekleidete Frau, die sich auf einem Sofa zurücklehnt. Dieses Bild findet sein Pendant in dem fast zeitgleich entstandenen Gemälde Eva vor der Staffelei. Die dabei Porträtierte Eva Gonzalès gehörte einer ähnlichen sozialen Schicht wie Berthe Morisot und Édouard Manet an, war aber um sechs Jahre jünger als Morisot. Morisot bat Édouard Manet, Eva Gonzalès in Malerei zu unterrichten. Das Verhältnis zwischen Berthe Morisot und Eva Gonzalès war aber nicht immer ungetrübt. In einem Brief an ihre Schwester Edma beklagte sich Berthe Morisot:
„Manet predigt mir und hält mir die unvermeidliche Mademoiselle Gonzalès als Beispiel vor; sie weiß, was sie will, ist beharrlich, und weiß ihre Vorstellungen auch umzusetzen, während ich zu nichts in der Lage bin. Währenddessen sitzt sie ihm jeden Tag [als Modell]…“

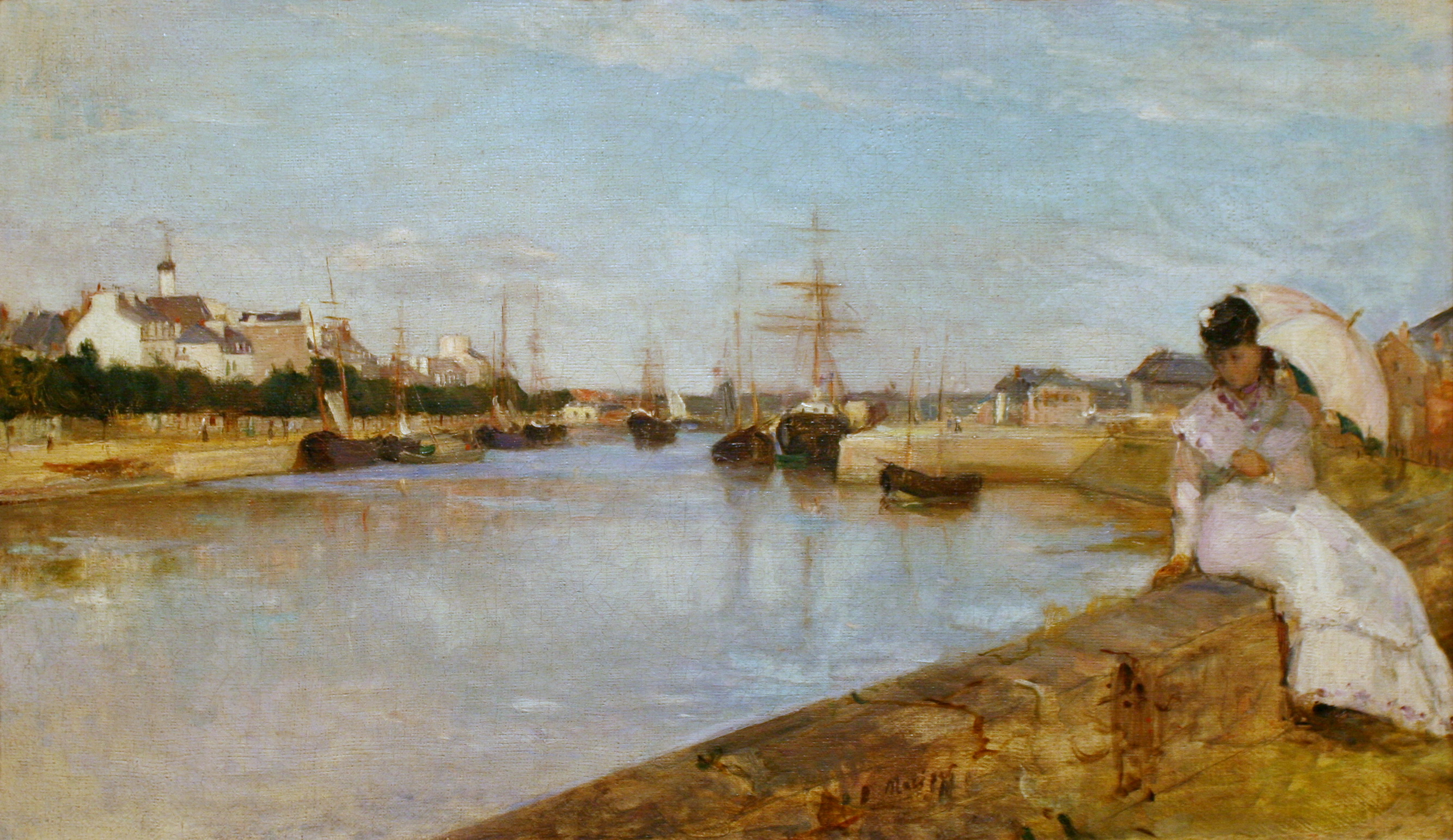
Der Hafen von Lorient von Berthe Morisot, 1869, The National Gallery of Art, Washington, DC

Für den Pariser Salon des Jahres 1870 plante Berthe Morisot zwei Gemälde einzureichen. Eines davon, nämlich Der Hafen von Lorient, ist nach Ansicht von Berthe Morisots Biografin Anne Higonnet einer der frühen Höhepunkte im Schaffen von Berthe Morisot. Meisterhaft ausgeführt in Perspektive, Ausgewogenheit und Farbharmonie, sind einzelne Partien des Gemäldes scheinbar nur flüchtig ausgeführt und unfertig. In seiner Gesamtheit gibt das Bild den traditionellen Eindruck einer lichtdurchfluteten Landschaft wieder. Die Tiefenwirkung, die dabei erweckt wird, verblüfft. Berthe Morisot erzielt diese Wirkung dank des Einsatzes einer neuartigen Malweise: dynamisch strukturierte Oberflächen, die den Pinselstrich ersichtlich machen, und durch das Nebeneinandersetzen gesättigter Farben. Auch Édouard Manet würdigte die hohe Qualität des Gemäldes. Anders dagegen verhielt es sich beim zweiten Gemälde, das Berthe Morisot einreichen wollte.

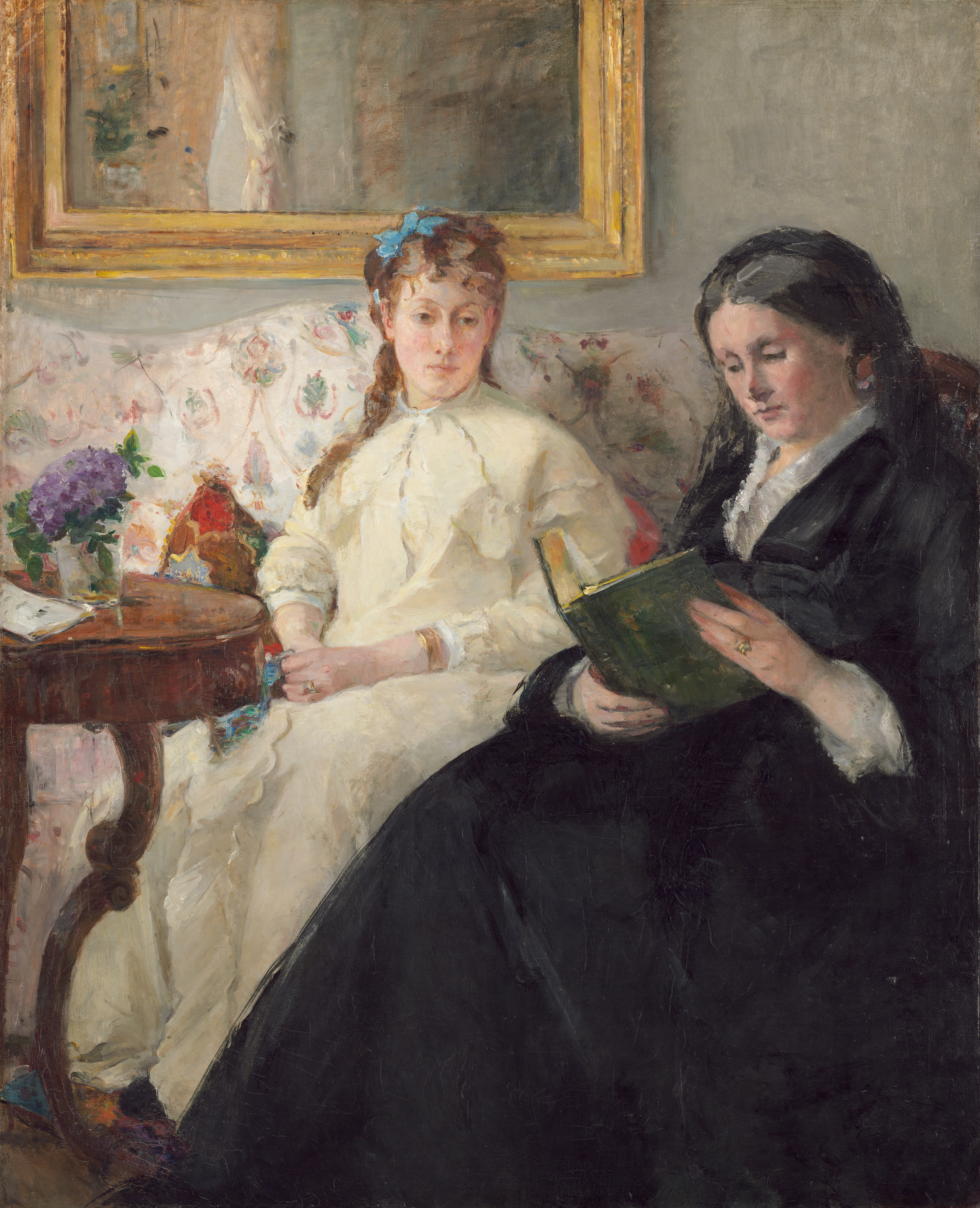
Das von Manet überarbeitete Morisot-Gemälde, 1869/1870

Es zeigt Berthe Morisots Mutter, lesend neben der auf dem Sofa sitzenden Edma. Die Maße dieses Werks betragen 101 mal 82 Zentimeter. Somit ist es wesentlich größer als die meisten anderen Bilder von Morisot. Pierre Puvis de Chavannes, einer der befreundeten Maler der Familie, kritisierte die aus seiner Sicht misslungenen Köpfe. Berthe Morisot bat darauf Édouard Manet um Rat. Dieser befand das Gemälde für in Ordnung; lediglich an dem unteren Rand eines der Kleider fand er etwas zu bemängeln. Mit Hilfe von Berthe Morisots Palette und Pinseln setzte er zuerst einige kleine Akzente, ließ es dann aber nicht dabei bewenden:
…einmal dabei, war er nicht mehr aufzuhalten; nach dem Kleid nahm er sich den Busen vor, nach dem Busen den Kopf und schließlich auch den Hintergrund. Er riss einen Witz nach dem anderen, lachte wie ein Irrer, reichte mir die Palette, nahm sie mir wieder ab; um fünf Uhr nachmittags hatten wir die beste Karikatur geschaffen, die es je zu sehen gab.
Laut Higonnet (1995) litt Morisot unter den Folgen dieser Bearbeitung. Sie zweifelte daran, ob sie das Bild tatsächlich ausstellen sollte. Ihre Hoffnung, dass die Jury das Gemälde ablehnen würde, erfüllte sich nicht. Ihrer Mutter gelang es, das Gemälde zurückzuerhalten, doch die Rücknahme des Gemäldes würde Édouard Manet deutlich machen, wie sehr er seine Grenzen überschritten hatte. Die Belastung zeigte sich auch in einer zunehmenden physischen Erschöpfung. Letztlich wurden beide Bilder erfolgreich im Pariser Salon gezeigt.
Morisots Werk zeichnet sich durch seine Farbkompositionen aus. Am 2. März 1895 starb Morisot in Paris an einer Lungenentzündung.

## Weitere Werke

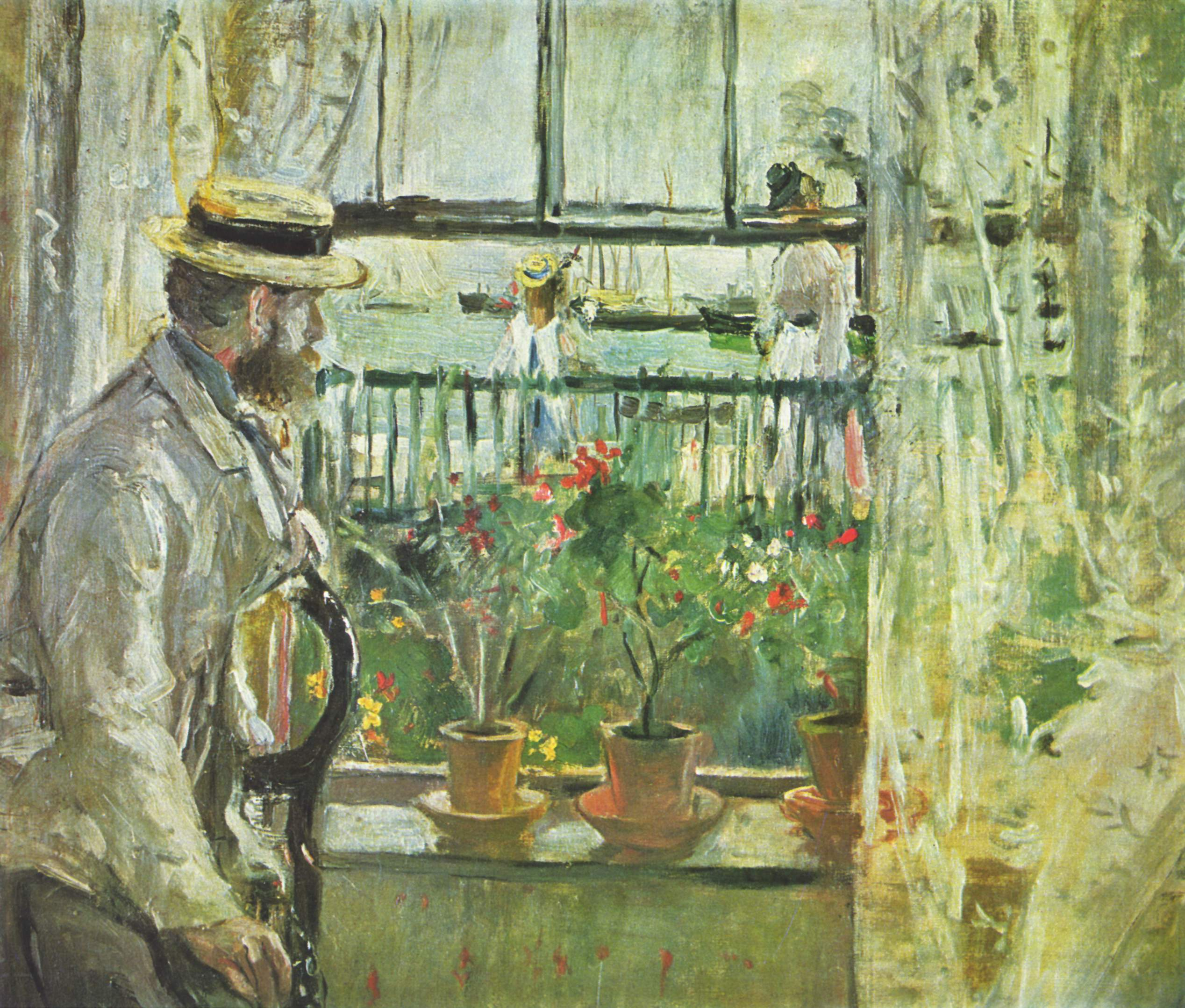
Eugène Manet auf der Isle of Wight, 1874
Kornfeld, etwa 1875
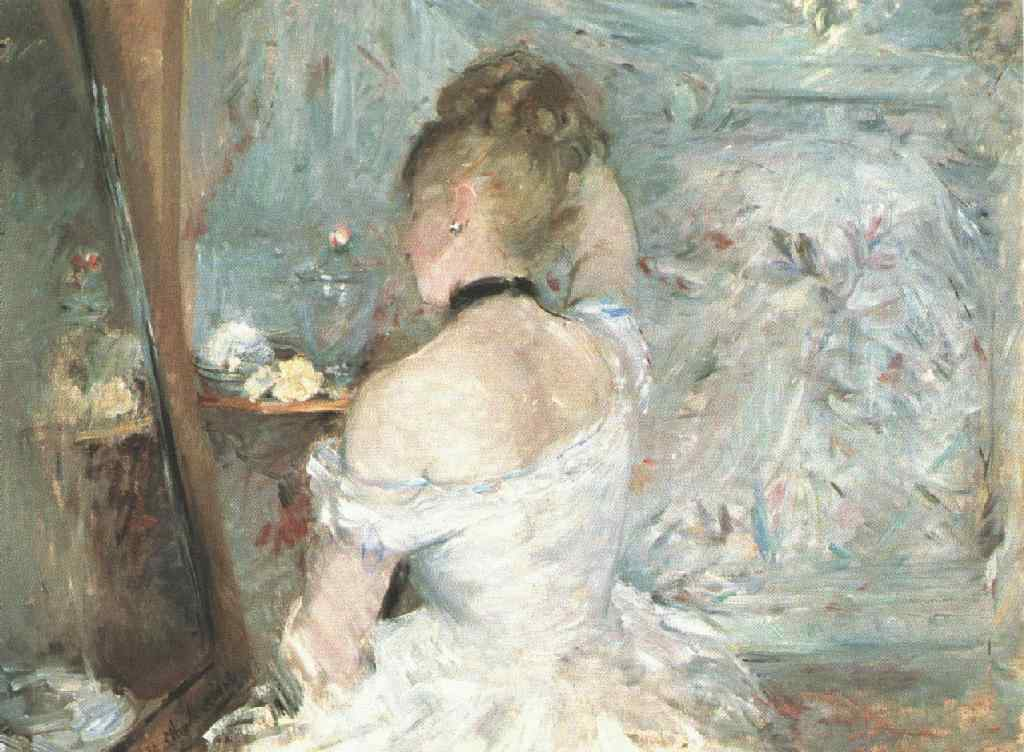
Rückenansicht einer jungen Frau in Festkleidung, 1875–1880
Sommertag, 1879
Boote auf der Seine, 1879
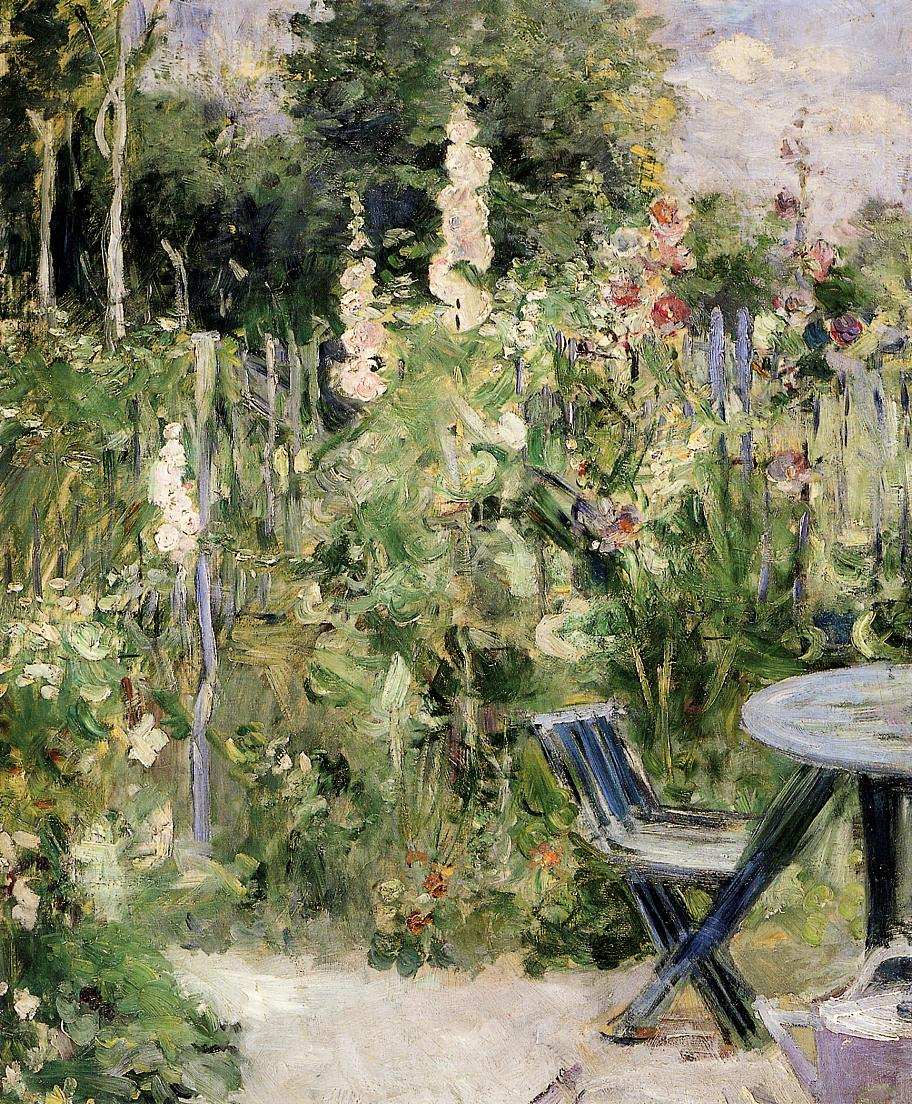
Stockrosen, 1880
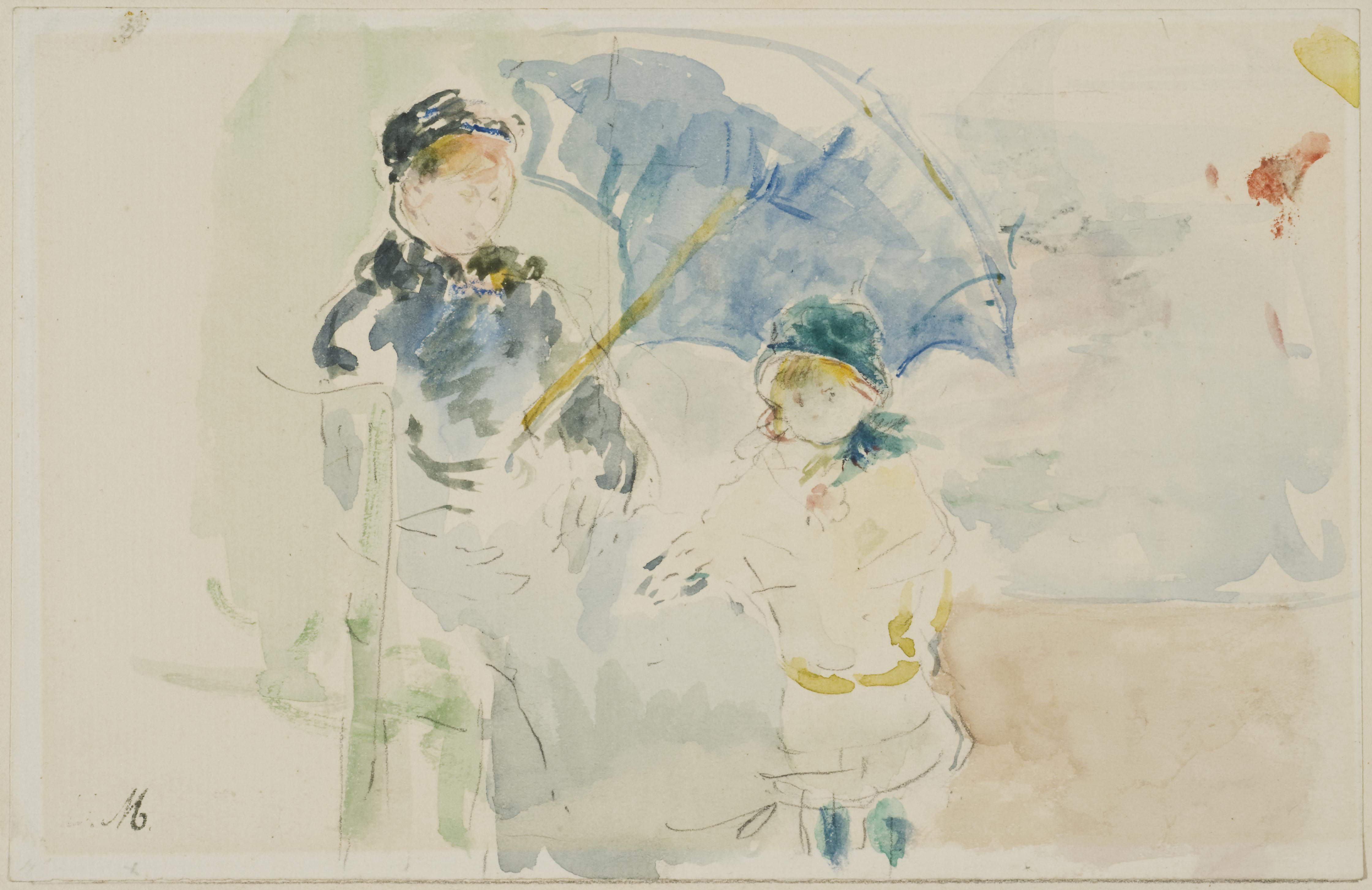
Strand von Nizza, 1882
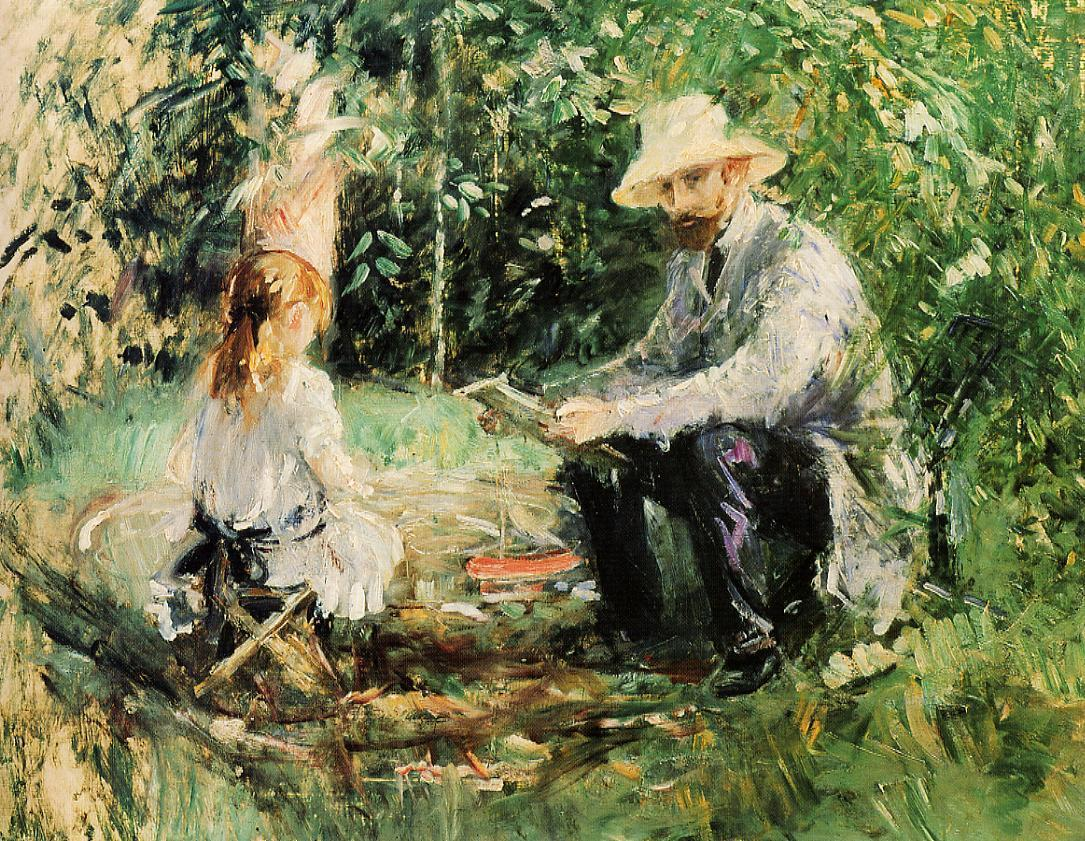
Eugène Manet mit seiner Tochter im Garten, 1883
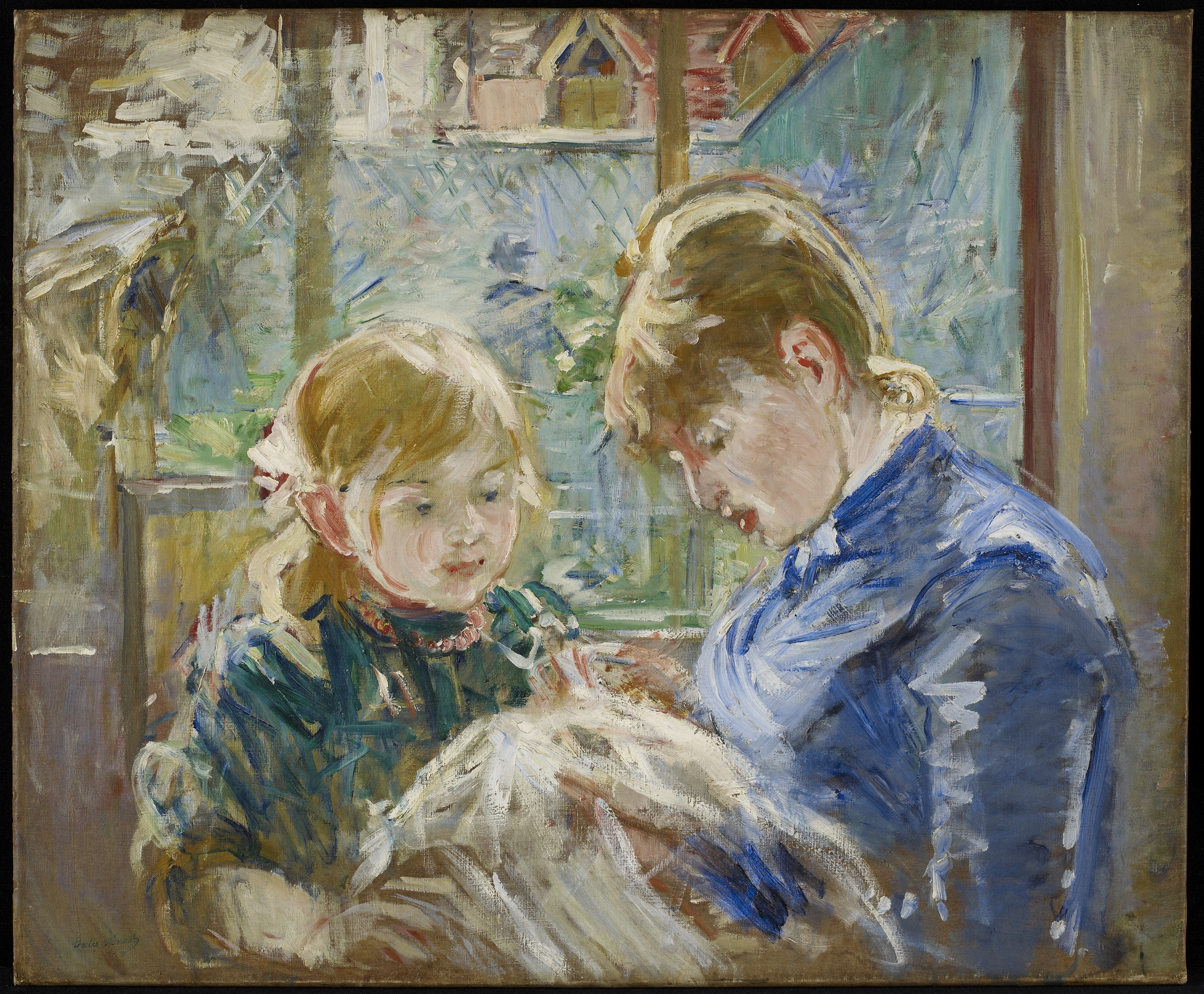
Julie mit ihrem Kindermädchen, etwa 1884
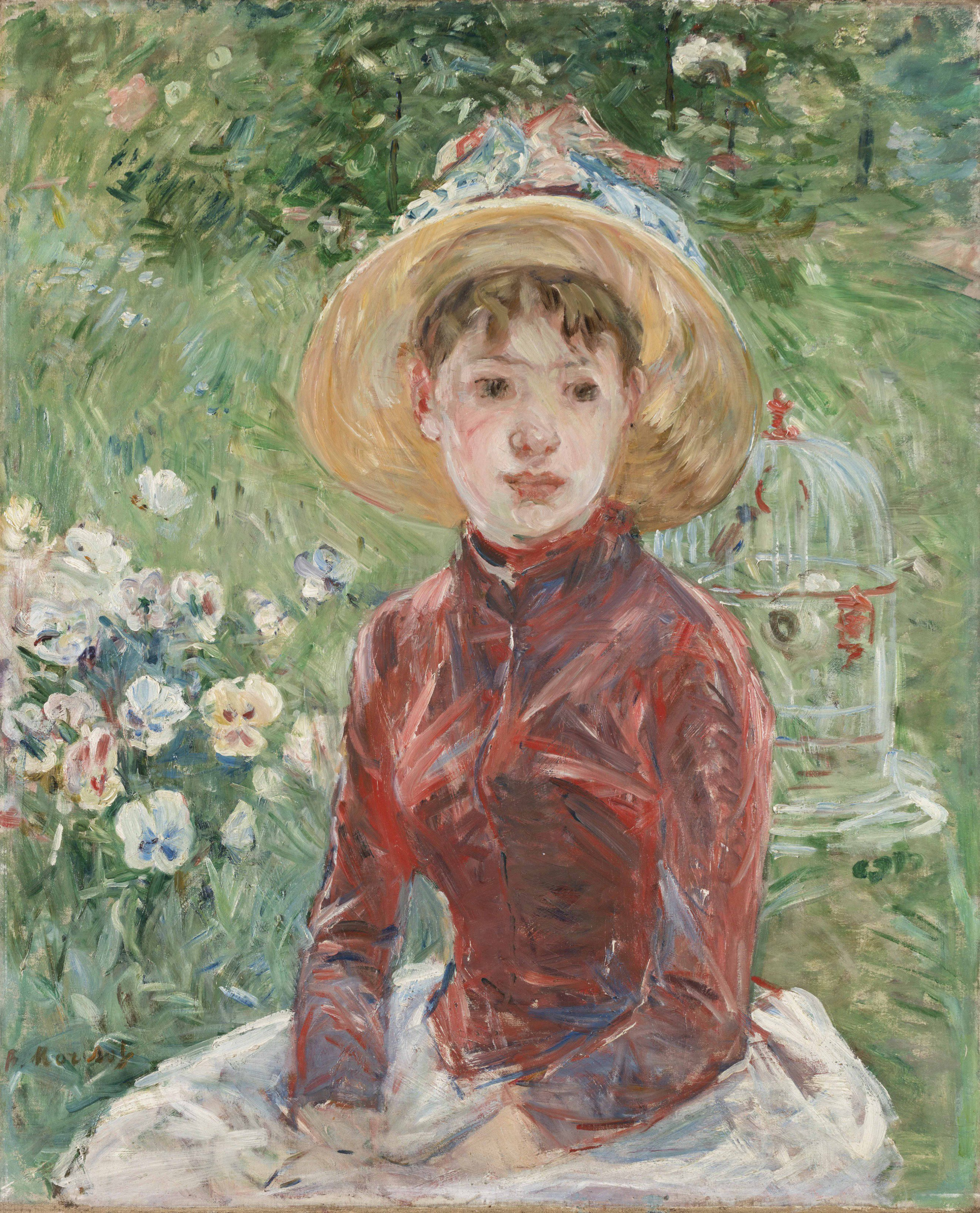
Junges Mädchen mit Käfig, 1885
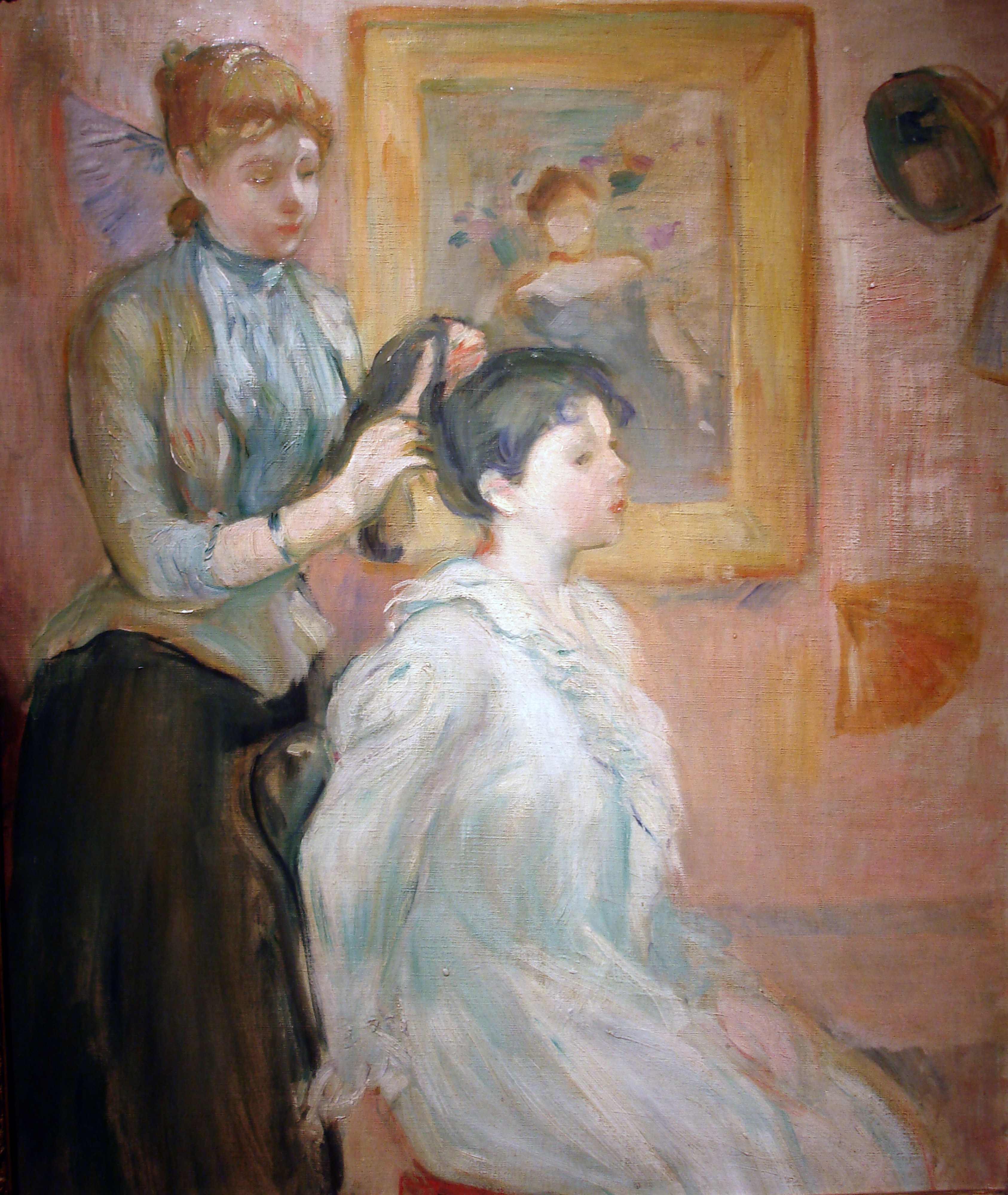
La Coiffure, 1894
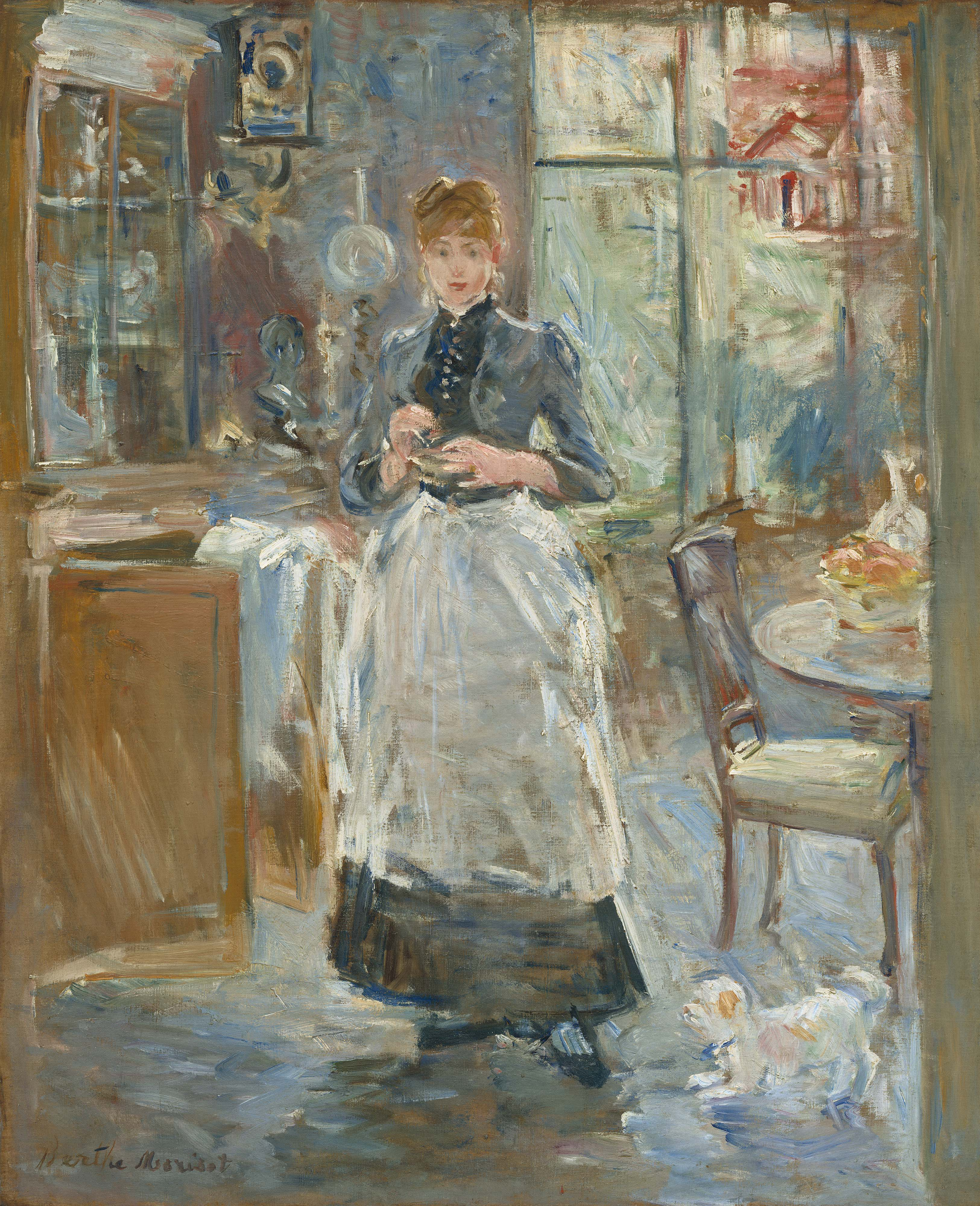
Im Speiseraum, 1895